# Бертолдо I д'Есте
Вижте пояснителната страница за други личности с името Бертолдо д’Есте.
Бертолдо I д’Есте (на италиански: Bertoldo I d'Este, † 21 юли 1343) от рода Есте е господар на Ариано и съгосподар на Ферара. 

## Произход и управление
Той е вторият син на Франческо д’Есте († 23 август 1312), господар на Ферара (1293-1305) и на Реджо (1293-1305) като съуправител на по-големия си полубрат Ацо VIII д'Есте, и на съпругата му Орсина Орсини. Негови дядо и баба по бащина линия са Обицо II д’Есте и Костанца дела Скала. Баща му умира в битката при Ферара на 23 август 1312 г. Има един брат и две сестри:
- Ацо IX (* ок. 1224, † 1318), съгосподар на Ферара с него и братовчедите им Риналдо II, Николо I и Обицо III, както и съпруг на Томазина Катанеи от Лузия
- Джакопина, съпруга на Енрико Скрофени
- Джована, съпруга на Симоне Гуидо, граф на Батифоле

## Биография
През 1317 г. с по-големия му брат Ацо IX въстава против папското управление на Ферара.
Той е част от правителството на Ферара заедно с брат си Ацо IX, но не е споменат в императорските инвеститури на семейството през 1323 г. През 1331 г. семейството е записано във венецианския патрициат. През 1333 г. е направен рицар от своя братовчед Риналдо II д’Есте. Той е господар на Ариано.

## Брак и потомство
Жени се три пъти:
∞ 1. 1324 за Доменика Пио, от която има един син:
- Франческо д’Есте (* юни 1323 или 1325, Ферара; † 13 декември 1384, Есте), маркиз на Есте, претендент за Ферара, управител на Парма 1344, ∞ за Тадеа ди Барбиано, дъщеря на Джовани, граф на Барбиано, от която има 3 деца.

∞ 2. юли 1339 във Ферара за Катерина ди Камино, дъщеря на Рикардо да Камино, от която няма деца
∞ 3. 6 юни 1342 във Флоренция за Катерина Висконти, дъщеря на господаря на Милано Лукино Висконти и Катерина Спинола, от която няма деца